# Anders Andersson (Fußballspieler)
Per Anders Andersson (* 15. März 1974 in Tomelilla) ist ein ehemaliger schwedischer Fußballspieler.

## Karriere

### Vereinskarriere
Andersson spielte als Jugendlicher bei Svenstorps IF. 1990 wechselte er in die Jugendabteilung von Malmö FF. Hier debütierte er am 13. Oktober 1991 in der Allsvenskan. Schnell wurde er Stammspieler und zog internationales Interesse auf sich. Im Sommer 1997 wechselte er in die FA Premier League zu den Blackburn Rovers. Hier konnte er sich jedoch nicht durchsetzen und kam nur auf vier Erstligaeinsätze.
Zur Saison 1998/99 wechselte Andersson nach Dänemark zu Aalborg BK. Hier wurde er im ersten Jahr mit der Mannschaft dänischer Meister. 2001 zog es ihn nach Südeuropa, er unterschrieb bei Benfica Lissabon. Während der Spielzeit 2003/04 wechselte er innerhalb der SuperLiga zum Ortsrivalen Belenenses Lissabon.
2005 kehrte Andersson nach Schweden zu Malmö FF zurück. Im Dezember 2008 erklärte er die Beendigung seiner Spielerkarriere. Im Herbst 2011 startete er an der Seite von Erik Edman, Tobias Linderoth, Christoffer Andersson und Marcus Lantz eine Trainerausbildung.

### Nationalmannschaftskarriere
Andersson spielte für mehrere Landesauswahlen. Er bestritt 27 A-Länderspiele für Schweden. Dabei nahm er an der EURO 2000 und der EURO 2004 teil.
Zudem lief er für mehrere Jugendauswahlen auf, darunter 24 Mal für die U21-Landesauswahl. Dabei gehörte er zur schwedischen Auswahl bei den Olympischen Spielen 1992.